# Nosivka (huyện)
Huyện Nosivka (tiếng Ukraina: Носівський район, chuyển tự: Nosivkas’kyi raion) là một huyện của tỉnh Chernihiv thuộc Ukraina. Huyện Nosivka có diện tích 1152 kilômét vuông, dân số theo điều tra dân số ngày 5 tháng 12 năm 2001 là 37553 người với mật độ 33 người/km2. Trung tâm huyện nằm ở Nosivka.